# Nyaneka
El nyaneka (o lunyaneca, etc) és una llengua bantu que parlen els nyanekes i els munganbwes, al sud-oest d'Angola. Segons la web L'Ethnologue, el 1996 hi havia 300.000 persones que parlaven el nyaneka, però, comptant-hi totes les variants, n'hi havia 1.200.000. Té el codi ISO 639-3 nyk, el codi del glottolog nyan1305 i el codi Guthrie és R.13.

## Família lingüística i relació amb altres llengües
El nyaneka és una llengua bantu del grup R que forma part del subgrup de les llengües umbundus (R.11-R14). Les altres llengües del mateix subgrup són l'umbundu, el ndombe i el nkumbi. Segons el glottolog, aquestes llengües formen part del grup lingüístic de les llengües herero-nkumbi-wambo, juntament amb els llengües hereros i les llengües ndongues (wambos a l'etnologue).
Pfouts (2003) va establir que el ndombe forma part de les llengües kavangos (branca sud-occidental del bantu).

## Dialectes
Els dialectes del nyaneka són: Cilenge, Cilenge-Musa, Cipungu, Handa, Humbe, Humbi, Mwila (Huila, Muila, Olumuila), Ngambwe (Olungambwe). El nyaneka conforma un cluster lingüístic amb una sèrie de llengües pocs intel·ligibles entre elles. Aquest cluster a vegades és anomenat nyaneka-humbi. Hi ha algunes variants com el humbi i el cilenge que són poc intel·ligibles mútuament.

## Etnolingüística i geolingüística
Els grups ètnics que parlen nyaneka són els nyanekes i els mungambwes. Al sud-oest d'Angola hi viuen 545.000 nyanekes i 414.000 mungambwes. Segons ikuska.com, els 473.000 nyanekes viuen a la zona del riu Cunene. Huíla és la província en la que viuen la majoria dels nyanekes.

## Sociolingüística, estatus i ús de la llengua
El nyaneka és una llengua desenvolupada (EGIDS 5): gaudeix d'un ús vigorós i té literatura i una forma estàndard, tot i que no és totalment sostenible. La seva escriptura, en alfabet llatí, es va desenvolupar el 2008 i es preveu que es comenci a utilitzar en l'ensenyament primari. També s'utilitza en la televisió i hi ha trossos de la Bíblia traduïts. Hi ha una actitud positiva envers el nyaneka.